# Albyric Drummond-Willoughby (23e baron Willoughby de Eresby)
Albyric Drummond-Willoughby, 3e baron Gwydyr, 23e baron Willoughby de Eresby (25 décembre 1821 - 26 août 1870), est un baron britannique.

## Biographie
Il est le fils de Peter Drummond-Burrell (22e baron Willoughby de Eresby) (décédé en 1865) et de Sarah Clementina Drummond (décédée en 1865). Il ne s'est jamais marié. 
À la mort de son père en 1865, il lui succède comme baron Willoughby de Eresby, baron Gwydyr, baronet Burrell de Knipp et Lord-grand-chambellan. À sa mort, la baronnie Willoughby tombe en suspens entre ses deux sœurs, puis attribuée en faveur de la plus âgée, Clementina, qui devient la vingt-quatrième baronne . La moitié de l'office héréditaire de Grand Chambellan détenue par la famille est divisé à parts égales entre les deux sœurs, de sorte que l'une ou l'autre en tenait un quart. La baronnie de Gwydyr est passée à son cousin, Peter Burrell (en), qui devient le 4e baron Gwydyr. 
Sa tombe, à côté de celle de son neveu Gilbert Heathcote-Drummond-Willoughby (1er comte d'Ancaster) (décédé en 1910), se trouve à l'arrière de l'église St Michael et de tous les anges à Edenham dans le Lincolnshire. Ensemble, les tombeaux sont classés Grade II. 